# Kurt Ochs
Kurt Ochs (* 1922) ist ein ehemaliger deutscher Handballspieler.

## Werdegang
Kurt Ochs stammt aus Kiel. Er wurde zusammen mit seinen späteren Handballkameraden Heinrich Bücker, Theo Schwedler und Herbert Rohwer Ende der 1920er Jahre in die Hasseer Volksschule eingeschult. Von Jugend an spielten alle drei Feldhandball, zuerst beim Reichsbahn TV. Dann wechselten sie zum TV Hassee-Winterbek (THW), dem schon damals führenden Handballsportverein in Kiel.
Alle drei gehörten bald zur Stammmannschaft des THW. Bei der Meisterschaft im Feldhandball 1948 wurden sie mit dem THW Kiel Deutscher Meister (tatsächlich Interzonenmeister, weil Mannschaften aus der damaligen Ostzone und der französischen Zone am Wettbewerb nicht teilnahmen). Im Jahre 1950 wurde Kurt Ochs mit der Mannschaft des THW erneut Deutscher Meister. Auch beim Turnier 1953 spielte er für den THW um die deutsche Feldhandballmeisterschaft; da der THW im Endspiel gegen SV Polizei Hamburg mit 19:15 unterlag, verfehlten er und die Mannschaft den Meistertitel und wurden Vizemeister.

## Ehrungen
Für den Gewinn der Deutschen Feldhandballmeisterschaft 1950 wurden er und die Mannschaft von Bundespräsident Theodor Heuss am 1. Dezember 1950 mit dem Silbernen Lorbeerblatt ausgezeichnet.